# باشگاه فوتبال اسکونتو
باشگاه فوتبال اسکونتو (انگلیسی: Skonto FC) یک باشگاه فوتبال در شهر ریگا و کشور لتونی می‌باشد که در لیگ برتر فوتبال لتونی حضور دارد.
این باشگاه در تاریخ ۱۵ دسامبر ۱۹۹۱ بنیانگذاری شده است.
اسکونتو، پرافتخارترین تیم لیگ برتر فوتبال لتونی و جام حذفی فوتبال لتونی می‌باشد.